# Кур (притока Тускарі)
Кур — річка в Курській області Росії, права притока річки Тускар, басейн Десни. Вважається, що від річки походить назва міста Курськ.

## Загальна інформація
Починається біля села Сотникове Курського району. Значну відстань річка протікає в межах Курська, місцями під землею. Довжина річки — 17 км, площа водозбору — 69 км². В гирлі ширина річки становить 2—4 м, глибина — 20—40 см, швидкість течії — 0,4—0,7м/с.
З 1945 по 1964 роки на річці, недалеко від гирла, розміщувалися два водомірні пости. За даними їх спостережень, найповноводнішою річка є в квітні — в цей час середньомісячна витрата води становила близько 1 м³/с. Влітку в окремі посушливі роки стік води в цьому місці припинявся. Весною та при великих дощах рівень води в річці короткочасно піднімався, зокрема 6 червня 1946 року рівень води виріс до 2 м вище рівня літніх меженей.

## Історія
Слово «кур» слов'янською означало «півень». Раніше на Курі було кілька млинів — Монастирський, Аверинський та Пономарівський. Вода в ріці була найчистішою в Курську — нею поїли царицю Катерину II під час її перебування в місті. Згодом річка перетворилася в брудний рівчак.
За іншою версією, назва річки походить від давньотюркського «qur» («сухий»), що означало незатоплюване місце в заплаві річки під час дощів та паводків.Таким місцем міг бути пагорб висотою 200 м в гирлі Куру, назву якого слов'яни, що з'явилися там у 6 столітті, поширили на річку.
Річка ніколи не була судноплавною. Однак через літню повідь в ніч на 13 червня 1871 року, спровоковану сильними дощами, по річці плавали на човнах у міській забудові. Тоді неочікуване стихійне лихо нанесло збитків: вода зносила паркани та сараї, зруйнувала міст, загинуло багато домашньої худоби та декілька людей.
На незамерзаючих водах річки в міській зоні Курська зимували дикі качки. Влітку заплава річки була ареалом існування солов'їв, зозуль, мухоловок, кропив'янок та інших птахів.